# Тридцять хвилин по півночі
«Тридцять хвилин по півночі» (ориг. назва: англ. Zero Dark Thirty — Нульова видимість 30, військовий термін) — американський художній фільм 2012 року режисера Кетрін Біґелоу. Сценарій до фільму написав Марк Боал, який також є автором сценарію до оскароносного фільму Біґелоу Володар бурі (2008).
Фільм був представлений 10 грудня 2012 у Лос-Анджелесі. В прокат вийшов 19 грудня 2012 в США. В Україні картина вийшла 28 лютого 2013.

## Сюжет
У фільмі розповідається історія про полювання протягом десяти років на Осаму бен Ладена, після нападу на Всесвітній торговий центр і Пентагон 11 вересня 2001 року і до самої смерті «терориста номер 1» в травні 2011 року.

## Премії та нагороди
«Тридцять хвилин по півночі» отримав премію асоціації кінокритиків Нью-Йорка як найкращий ігровий фільм 2012 року, а Кетрін Бігелоу перемогла в режисерській номінації. Критиками фільм розцінюється як один з ключових претендентів на премію Американської кіноакадемії «Оскар». Він отримав 5 номінацій на 85 церемонії Оскар (відбудеться 24 лютого 2013): найкращий фільм, найкраща жіноча роль (Джессіка Честейн), найкращий оригінальний сценарій (Марк Боал), найкращий звуковий монтаж (Пол Н. Дж. Оттоссон) і найкращий монтаж (Вільям Голденберг і Ділан Тіченор).

## Переклад та озвучення
Переклад та озвучення українською мовою зроблено студією «Омікрон» на замовлення Hurtom.com у лютому 2013 року.

## У ролях

### ЦРУ
- Джессіка Честейн — Майя Гарріс, аналітична розвідниця
- Джейсон Кларк — Ден Фуллер, офіцер розвідки
- Дженніфер Елі — Джессіка Карлі, старший аналітик
- Марк Стронг — Джордж Панетта, старший керівник
- Кайл Чендлер — Джозеф Бредлі, глава штаб-квартири ЦРУ в Пакистані
- Джеймс Гандольфіні — Леон Панетта, директор ЦРУ
- Гарольд Перріно — Джек, аналітик
- Марк Дюпласс — Стів, аналітик
- Фредрік Лене — Фред «Вовк» Герреро, начальник відділу
- Джон Барроумен — Джеремі Карлі
- Едгар Рамірес — Ларрі, член підрозділу управління спеціальних акцій
- Фарес Фарес — Хакім, член підрозділу управління спеціальних акцій
- Скотт Едкінс — Джон Сіммонс, член підрозділу управління спеціальних акцій
- Джеремі Стронг — Томас, аналітик

### Військово-морські сили США
- Джоел Еджертон — Патрік Грейстон, лідер підрозділу «Морські котики»
- Кріс Пратт — Джастін, боєць підрозділу «Морські котики»
- Каллан Мелвей — Сейбр, боєць підрозділу «Морські котики»
- Тейлор Кінні — Джаред, боєць підрозділу «Морські котики»
- Майк Колтер — Майк, боєць підрозділу «Морські котики»
- Френк Ґрілло — командир ескадрильї

### Інші
- Стівен Діллейн — Томас Донілон, радник з національної безпеки
- Реда Катеб — Аммар, терорист
- Ріккі Сексгон — Осама бен Ладен
- Марк Веллі — пілот C-130